# Henri Lévêque
Pour les articles homonymes, voir Lévêque.
Henri Lévêque, né le 8 avril 1829 à Léry (Côte-d'Or) et mort le 24 janvier 1910 à Corgoloin (Côte-d'Or), est un homme politique français.

## Biographie
Docteur en droit, il est avocat à Dijon. Conseiller d'arrondissement en 1859, il est adjoint au maire de Dijon en 1865. Il est nommé procureur le 8 septembre 1870, et se montre hostile aux Prussiens, qui l'internent à Épinal comme otage. 
Il est élu représentant de la Côte-d'Or aux élections complémentaires du 2 juillet 1871 et siège au groupe de la Gauche républicaine, dont il est secrétaire. En 1871, il est conseiller général du canton de Saint-Seine-l'Abbaye. Il est député de la Côte-d'Or de 1876 à 1893 et fut l'un des 363 qui refusent la confiance au gouvernement de Broglie, le 16 mai 1877. Il est sous-gouverneur du Crédit foncier.

## Sources
- Ressource relative à la vie publique :   - Base Sycomore
- « Henri Lévêque », dans Adolphe Robert et Gaston Cougny, Dictionnaire des parlementaires français, Edgar Bourloton, 1889-1891 [détail de l’édition]
- « Henri Lévêque », dans le Dictionnaire des parlementaires français (1889-1940), sous la direction de Jean Jolly, PUF, 1960 [détail de l’édition]